# 김사랑 (체스 선수)
김사랑(2011년 11월 5일~)은 대한민국의 여성 체스 선수이다. 2022년 아시안 게임의 체스 부문에 대한민국 국가대표팀으로 선발되어 활동했으며 동갑인 문강호 스케이드보드 선수와 함께 만 11세 11개월로 아시안 게임 최연소 선수 자리를 차지했다.

## 생애
김사랑은 양평동초등학교를 다니고 있으며 2019년 처음으로 방과 후 활동으로 바둑 수업을 들으면서 체스에 처음 입문했다.
2022년 11월 4일부터 13일까지 태국에서 열린 동아시아 유소년 체스대회에서 G12 개인전 은메달을 얻었다. 이번 대회 은메달을 따면서 조건부 WCM 타이틀(norm)을 취득했다.
2023년 열린 2022년 항저우 아시안 게임에서 여성부 개인전은 총 30명 중 25위(3½승)을 했고, 서지원과 함께 나간 여성부 단체전에서는 1승 4점으로 12개국 중 꼴지를 차지했다.
2024년 3월 13일에서 16일 열린 대한체스연맹 전국선수권대회(올림피아드 국내 예선전)에서 2위로 대한민국 선수단에 올라 2024년 9월 열린 제45회 체스 올림피아드에 출전했다. 대회 결과 9점 만점에 6점(5승 2무 2패)으로 퍼포먼스 레이팅은 1832를 기록했다.